# Apocalypse (Marvel)
Apocalypse (echte naam En Sabah Nur) is een fictieve, zeer machtige superschurk uit de strips van Marvel Comics, en een vaste vijand van de X-Men. Hij werd bedacht door Louise Simonson en Jackson Guice, en verscheen voor het eerst in X-Factor #6 (juni 1986).
Apocalypse is een schijnbaar onsterfelijke mutant, verbonden met buitenaardse technologie.

## Het personage Apocalypse
Apocalypse is een van de sterkste mutanten in het Marveluniversum, met een groot aantal bovenmenselijke krachten en eigenschappen. Hij wordt vaak vergezeld door vier dienaren bekend als de Four Horsemen of Apocalypse (vier ruiters van Apocalypse). Deze zijn duidelijk gebaseerd op de Ruiters uit de Openbaring van Johannes.
Apocalypse is tevens een van de oudste mutanten ter wereld, geboren ergens in het midden van de 30e eeuw v.Chr. Nadat zijn krachten zich hadden ontwikkeld, verscheen hij als een soort “God van de dood” in veel oude mythologieën. Hij is echter pas echt actief geworden in de 20e en 21e eeuw, waarin steeds meer mutanten verschenen.
Als populaire tegenstander van de X-men speelde Apocalypse een rol in veel verhaallijnen uit de X-Men-strips. Daarnaast verscheen hij in beide X-Men-animatieseries (X-Men en X-Men: Evolution) en in het videospel X-Men Legends II: Rise of Apocalypse.

## Biografie

### Oorsprong
Apocalypse’ geschiedenis begint met zijn geboorte, midden 30e eeuw v.Chr. in Egypte gedurende de 1e dynastie. Hij had bij zijn geboorte al een grijs getinte huid en andere afwijkingen, waardoor hij door zijn ouders werd achtergelaten in de woestijn. Hij werd gevonden door een groep woestijnnomaden genaamd de Sandstormers, en opgevoed door hun leider Baal. Die noemde Apocalypse En Sabah Nur ("De allereerste") aangezien hij verwachtte dat er ooit meer wezens zoals Apocalypse zouden verschijnen. Toen hij opgroeide overtrof En Sabah Nur alle andere stamleden in kracht en intelligentie, waardoor iedereen behalve Baal hem haatte en vreesde. Op zijn zeventiende doorstond En Sabah Nur de test van de Sandstormers door drie gewapende stamleden met enkel zijn handen te verslaan. Kort daarna werden de Sandstormers aangevallen door generaal Ozymandias. Alleen En Sabah Nur en Baal overleefden dit.
En Sabah Nur trok al snel de aandacht van de Egyptische farao Rama-Tut, in werkelijkheid de door de tijd reizende superschurk Kang the Conqueror, die terug was gereisd naar het oude Egypte met het plan Apocalypse op te voeden en zo de meester te worden van de sterkste mutant die ooit heeft bestaan. Toen hij hierin faalde, probeerde hij En Sabah Nur te doden. Dit mislukte toen En Sabah Nurs mutatiekracht van onsterfelijkheid actief werd.

### Vroege geschiedenis
In de eeuwen die volgden reisde En Sabah Nur de wereld rond, en werd overal waar hij kwam als een soort god vereerd (zoals Aten, Sauru, Set, Kálii en Huitzilopochtli. Uiteindelijk vond hij een ruimteschip van het buitenaardse ras Celestials. Aangezien hij niet in staat was de technologie van dit schip te begrijpen, zocht hij de wereld af naar een sleutel tot de mysteries die het schip verborg. Hij vond deze sleutel toen de tijdreiziger Traveller (in werkelijkheid Cable) ontmoette, en deze hem bijna doodde. Travelers techno-organische bloed werd per ongeluk vermengd met dat van Apocalypse, waardoor deze de gave verkreeg zijn lichaam contact te laten maken met het schip. Apocalypse versterkte zijn lichaam met de Celestial technologie, waardoor hij de sterkste mutant ooit werd. Vervolgens bracht hij zijn lichaam in een schijndode toestand om extra kracht op te doen en te wachten tot er meer mutanten zouden zijn.
Apocalypse werd weer gewekt in het victoriaans tijdperk na te zijn gestoord door de Marauders. Gedurende deze tijd veranderde hij Nathaniel Essex in de mutant Mister Sinister. Sinister rebelleerde echter tegen Apocalypse en infecteerde hem met een supervirus, waardoor Apocalypse werd gedwongen zijn toestand van schijndood voort te zetten. Hij ontwaakte weer door de komst van de door de tijd reizende mutant Cable, maar hield zich nog enkele jaren verborgen.

### 20e eeuw
Uiteindelijk kwam Apocalypse in conflict met het oorspronkelijke X-men-team. Allereerst als opdrachtgever van de Alliance of Evil en later, toen X-Men lid Angel zijn vleugels verloor en Apocalypse hem nieuwe kunstmatige vleugels gaf in ruil voor zijn diensten.
In de jaren die volgden kwam Apocalypse steeds vaker in conflict met superheldenteams. Hij vocht onder andere met de High Evolutionary en vormde een team van enkele Inhumans, die hij de Dark Riders noemde. Apocalypse infecteerde Cyclops’ zoon Nathan met hetzelfde techno-organische virus dat hem zijn krachten had gegeven. Als gevolg hiervan werd Nathan naar de toekomst gebracht om te genezen, waar hij de held Cable werd. Apocalypse werd schijnbaar gedood door zijn voormalige dienaren, de Dark Riders, en achtergelaten door Archangel. Hij werd echter weer tot leven gewekt door Genesis. Apocalypse werkte korte tijd samen met Cable om Onslaught te verslaan.

### The Twelve
In de verhaallijn The Twelve (uit januari & februari 2000) werden de verloren dagboeken van de mutant Destiny gevonden, waarin een groep van twaalf wezens werd beschreven die Apocalypse konden verslaan. Deze mythe was echter door Apocalypse zelf in het leven geroepen, met het plan de kracht van deze twaalf te gebruiken om sterker te worden dan de Celestials. De twaalf waren:
- Magneto en Polaris, zij vertegenwoordigden de magnetische polen.
- Storm, Sunfire en Iceman: vertegenwoordigers van de elementen.
- Cyclops, Phoenix en Cable: gekozen vanwege de kracht van de Summers-Grey-familie.
- Bishop en Mikhail Rasputin: vertegenwoordigen tijd en ruimte.
- Professor X: vertegenwoordigt de geest.
- De Living Monolith als de kern.

Apocalypse’ plan was om de krachten van de eerste 11 mutanten over te brengen op de Living Monolith, en vervolgens op Nate Grey. Daarna zou Apocalypse bezit nemen van Nates lichaam. De twaalf wisten echter te ontsnappen en confronteerden Apocalypse, net toen die op het punt stond Nates lichaam over te nemen. Cyclops duwde Nate opzij, en fuseerde zelf met Apocalypse. Uiteindelijk wist Jean Grey Apocalypse telepathisch te verdrijven uit Cyclops’ lichaam, waarna Cable Apocalypse blijkbaar doodde.
Na de gebeurtenissen uit House of M bleek dat Apocalypse nog leefde. Hij rekruteerde Gazer, Sunfire, Polaris en Gambit als zijn nieuwe ruiters. Later gaf Cable toe verantwoordelijk te zijn voor Apcoalypse’ terugkeer omdat hij vond dat de mutantengemeenschap een gezamenlijke vijand nodig had.

## Krachten en vaardigheden
Apocalypse is een van de sterkste mutanten ter wereld. Hij kan de atoomstructuur van zijn lichaam aanpassen om zo andere vormen aan te nemen. Hij kan het uiterlijk en de omvang van zijn lichaam op elke mogelijke manier veranderen. Zo kan hij zijn handen en vuisten omvormen tot wapens, zichzelf superkracht geven, zijn lichaam tot enorme omvang doen groeien en zichzelf het vermogen geven te vliegen. Hij kan dankzij de Celestial technologie in zijn lichaam ook zelf energie opwekken.
Apocalypse’ krachten lijken te veranderen per verhaal. Tot dusver heeft hij gebruikgemaakt van telekinese, telepathie, energieabsorptie, onkwetsbaarheid, bovenmenselijke snelheid, opwekken van krachtvelden, teleportatie, en energieschoten.
Apocalypse’ originele lichaam was onsterfelijk. Zelfs voordat hij werd versterkt met Celestial technologie leefde hij al duizenden jaren en was vrijwel ongevoelig voor verwondingen. Als hij toch gewond raakt op een manier die voor een normaal persoon fataal zou zijn, kan hij zichzelf in een soort comatoestand brengen om te genezen.
In de loop der jaren heeft Apocalypse ook verschillende gastlichamen gebruikt om in leven te blijven. In de toekomst waar Cable in opgroeide was Apocalypse’ originele lichaam niet meer in staat zijn enorme kracht te weerstaan, waardoor Apocalypse werd gedwongen zijn geest en bewustzijn over te brengen op verschillende gastlichamen.
Naast zijn krachten is Apocalypse ook zeer intelligent, een genie met kennis van wetenschap en technologie die dat van moderne wetenschappers te boven gaat.

## Dienaren en bondgenoten
Apocalypse’ hoofdzakelijke dienaren zijn de Four Horsemen of Apocalypse. Dit zijn telkens vier mutanten of andere superwezens die, al dan niet vrijwillig, door Apocalypse worden versterkt en tot zijn dienaren gemaakt.
Daarnaast heeft Apocalypse gedurende zijn leven meerdere dienaren gecreëerd voor zichzelf. Dit zijn onder andere Ozymandias, Exodus, Sinister, de Harbinger of Apocalypse en Moses Magnum.
Apocalypse wordt ook aanbeden als een soort god bij vele cultgroepen zoals de Akkaba en de Dark Riders.

## Eerste mutant?
Apocalypse beweert vaak 's werelds eerste mutant te zijn. Zijn echte naam, En Sabah Nur, betekent dan ook “de allereerste” (Engels: “The First One”). Maar het is niet bekend of dit echt zo is. Er is een kans dat de mutant Selene nog ouder is, aangezien haar geschiedenis teruggaat tot de tijd van Conan de Barbaar. Saul en Azazel zijn waarschijnlijk ook ouder, maar het is niet bekend hoe oud precies. Ook van Namor the Sub-Mariner wordt vaak beweerd dat hij de eerste mutant was, maar dat is enkel het geval indien wordt gekeken naar de volgorde waarin de mutanten werden geïntroduceerd in de strips.

## Ultimate Apocalypse
In het Ultimate Marvel universum is Apocalypse een wezen dat wordt aanbeden door Mister Sinister. Het is niet bekend of deze Apocalypse echt bestaat of slechts een fantasiebeeld is van Sinister.

## Apocalypse in andere media

### Animatie
- Apocalypse verscheen meerdere malen in de X-Men animatieserie. Zijn stem werd hierin gedaan door John Colicos, en later Robert Bockstael. 
 De Apocalypse in deze serie had het plan om mensen en mutanten in een oorlog te doen belanden, om uiteindelijk te regeren over het ras dat als sterkste uit deze oorlog tevoorschijn zou komen. Mystique is zijn vaste helper. Ook is deze Apocalypse sterker dan zijn stripboekversie. Vaak werd hij beschreven als een onoverwinnelijke tegenstander, en was vrijwel onkwetsbaar voor elke vorm van fysieke verwondingen. Zelfs Wolverines adamantiumklauwen deerden hem niet.

- In de animatieserie X-Men: Evolution verscheen Apocalypse in twee vormen, zijn oude Egyptische en zijn mechanische vorm. Zijn stem werd gedaan door David Kaye. Zijn oorsprong in deze serie is vrijwel hetzelfde als in de strips. Hij ontdekte een apparaat genaamd het “Eye of Ages” waarmee hij alle mensen op aarde in mutanten kon veranderen. Hij werd daarom opgesloten in het “Eye of Ages” op de top van de Himalaya. Vele eeuwen later gebruikt hij zijn telepathische krachten om de hypnotiseur Mesmero in zijn macht te krijgen en hem te bevrijden. Vervolgens begint hij aan zijn plan om alle mensen te muteren. Hij verandert Storm, Professor X, Magneto en Mystique in zijn ruiters. Uiteindelijk verslaat Rogue hem door de krachten van de mutant Leech over te nemen en Apocalypse machteloos te maken. Ze zet hem opnieuw gevangen in het Eye of Ages.

### Videospellen
- Apocalypse was een eindbaas in de spellen X-Men vs. Street Fighter en Marvel Super Heroes vs. Street Fighter.
- Apocalypse had een klein optreden aan het eind van X2: Wolverine's Revenge.
- Apocalypse is de hoofdvijand in X-Men Legends II: Rise of Apocalypse.

### Film
In de post-credits scene van de film X-Men: Days of Future Past (2014) was Apocalypse voor het eerst te zien binnen deze franchise. In deze korte scène is te zien hoe hij in het Oude Egypte door de bevolking aanbeden wordt als een god terwijl hij zijn telekinetische krachten gebruikt om de piramides te bouwen. Ook zijn de vier ruiters van Apocalypse te zien. Acteur Oscar Isaac is gecast als Apocalypse voor de film X-Men: Apocalypse, die in 2016 uit is gekomen.

## Trivia
- Volgens schrijvers van Marvel is "En Sabah Nur" Arabisch voor "De allereerste". Echter, in werkelijkheid betekent het zoiets als "Goede Morgen". De reden dat de term grammaticaal incorrect is komt doordat het eigenlijk "Sabah an-Nur" moet zijn.
- Apocalypse werd op het laatste moment bedacht als vervanger van Owl, een Daredevil schurk die schrijver Bob Layton eigenlijk wilde gebruiken als X-Factor vijand.
- Apocalypse zou oorspronkelijk het meesterbrein zijn achter Weapon X, de organisatie die Wolverine zijn adamantium skelet gaf.